# ブルンナー症候群
ブルンナー症候群（ブルンナーしょうこうぐん、英: Brunner syndrome）は、MAOA遺伝子の変異と関連した希少遺伝疾患である。平均よりも低いIQ（85前後が典型的）、問題のある衝動的行動（放火癖、病的性欲亢進、暴力など）、睡眠障害、気分変動によって特徴づけられる。1993年に1家系の14人の男性に同定され、以降その他の家系でも発見されている。

## 徴候と症状
ブルンナー症候群（モノアミン酸化酵素A欠損症）の患者では次のような徴候や症状がみられる。
- 衝動抑制の欠如
- 攻撃的または暴力的な感情の爆発
- ASDまたはADHD様の行動特性
  - 脅迫行動
  - 友人関係の構築困難
  - 注意・集中の問題
- 睡眠障害
  - 入眠障害
  - 夜驚症
- 皮膚の紅潮
- 発汗
- 頭痛
- 下痢

## 原因
ブルンナー症候群はMAO-Aの欠損を原因とし、脳内でセロトニン、ドーパミン、ノルアドレナリンといったモノアミンが過剰となる。マウスとヒトの双方で、MAO-Aをコードする遺伝子の8番目のエクソンに位置する変異によって、機能不全型遺伝子となる。モノアミンの分解というMAO-Aの正常な機能が破壊されることで、脳内にモノアミンが蓄積する。機能的なMaoa遺伝子を欠くマウスは、機能的遺伝子を持つマウスと比較して高レベルの攻撃性を示す。

## 歴史
ブルンナー症候群は1993年にH.G. Brunnerらによって、あるオランダ人家系の男性にみられる遺伝的欠陥の発見を通じて記載された。この欠陥を有する男性は怒り、恐怖、いら立ちを感じた際に攻撃的反応を示し、この欠陥はモノアミン酸化酵素AをコードするMAOA遺伝子の変異であることが発見された。MAO-Aの欠損は、衝動的攻撃行動の調節の異常といった明確な行動表現型と関連している。
HebebrandとKlugによるレターでは、Brunnerらによる発見が厳密なDSM診断基準を用いたものではないことに対する批判がなされている。

## 社会と文化
Brunnerらによる発見は、意思決定プロセスではなく遺伝学的要因によって犯罪活動が行われる場合があるという議論に利用されてきた。反社会的行動の遺伝的基盤に関するエビデンスは、Brunnerらによる発見やマウスでの一連の研究から得られている。裁判においてMAO-A欠損と攻撃行動の関係を示すため、自身の遺伝子に責任を負うことはできず、自身の気質やその結果としての行動に責任を負うべきでないという主張がなされることが多い。